# Малые Шигали
Ма́лые Шига́ли (чув. Кӗҫӗн Шӑхаль; до 27 марта 1962 — Ста́лино) — выселок Урмарского района Чувашской Республики Российской Федерации. В рамках организации местного самоуправления входит с 2023 года в Урмарский муниципальный округ, до этого в составе Шигалинского сельского поселения. Население 27 человек (2015), преимущественно чуваши.

## География
Расположен в северо-восточной части региона, в пределах Чувашского плато, у истоков реки Шарбаш. Расстояние до Чебоксар около 64 км, до райцентра Урмары 13 км, до железнодорожной станции 13 км.
Высота над уровнем моря 125 м

### Климат
В деревне, как и во всём районе, климат умеренно континентальный с продолжительной холодной зимой и довольно тёплым сухим летом. Средняя температура января −13 °C; средняя температура июля 18,7 °C. За год выпадает в среднем 400 мм осадков, преимущественно в тёплый период. Территория относится к I агроклиматическому району Чувашии и характеризуется высокой теплообеспеченностью вегетационного периода: сумма температур выше +10˚С составляет здесь 2100—2200˚.

## Топоним
В 1962 г. указом Президиума Верховного Совета РСФСР населённый пункт Сталино переименован в Малые Шигали.

## История
Выселок Сталино образован в 1928 в связи с организацией колхоза «Сталин», позже переименованного в «Восход».
К 2002 году входила в Шигалинский сельсовет.
Входил выселок (с 2004 до 2023 гг.) в состав Шигалинского сельского поселения муниципального района Урмарский район.
К 1 января 2023 года обе муниципальные единицы упраздняются и деревня входит в Урмарский муниципальный округ.

## Население
| 2010 | 2012 | 2015 |
| ---- | ---- | ---- |
| 29   | ↘0   | ↗27  |

- 1939 год — 82 чел.
- 1979 год — 43 чел.
- 2002 год — 35 чел.
- 2010 год — 36 чел.

### Национальный и гендерный состав
Согласно результатам переписи 2002 года, в национальной структуре населения чуваши составляли 97 % от общей численности в 35 чел., из них мужчин 17, женщин 18.

## Инфраструктура
Личное подсобное хозяйство.
Основа экономики — сельское хозяйство, действует СХПК «Шигали» (2010).

## Транспорт
Просёлочные дороги.